# Hanleyella asiatica
Hanleyella asiatica is een keverslakkensoort uit de familie van de Protochitonidae. De wetenschappelijke naam van de soort is voor het eerst geldig gepubliceerd in 1973 door Sirenko.